# Tornade du 10 septembre 1896 à Paris
La tornade du 10 septembre 1896 est un phénomène météorologique violent qui affecte le cœur de Paris ce jour-là, un peu avant 15 heures. Il s'agit de la seule tornade connue dans l'histoire de la capitale française.

## Déroulement

### Orage du 26 juillet
Paris est déjà touchée par un violent orage de grêle le 26 juillet 1896, qui touche les quartiers situés entre Montsouris et Belleville. De nombreux arbres sont déracinés et les parterres de fleurs du jardin des Plantes sont ravagés. La presse de l'époque rapporte que la circulation des tramways doit être interrompue quai Saint-Bernard à cause des troncs d'arbres tombés sur la chaussée. Des toitures sont arrachées en divers endroits comme à la place d'Italie. Les bois de Boulogne et de Vincennes sont également touchés. L'événement fait deux mortes : une fillette de onze ans tuée dans l'effondrement d'un lavoir au niveau du 85, rue de Patay, dans le 13e arrondissement, et une jeune femme d'une vingtaine d'années tombée du haut des fortifications à la porte d'Ivry.

### Tornade

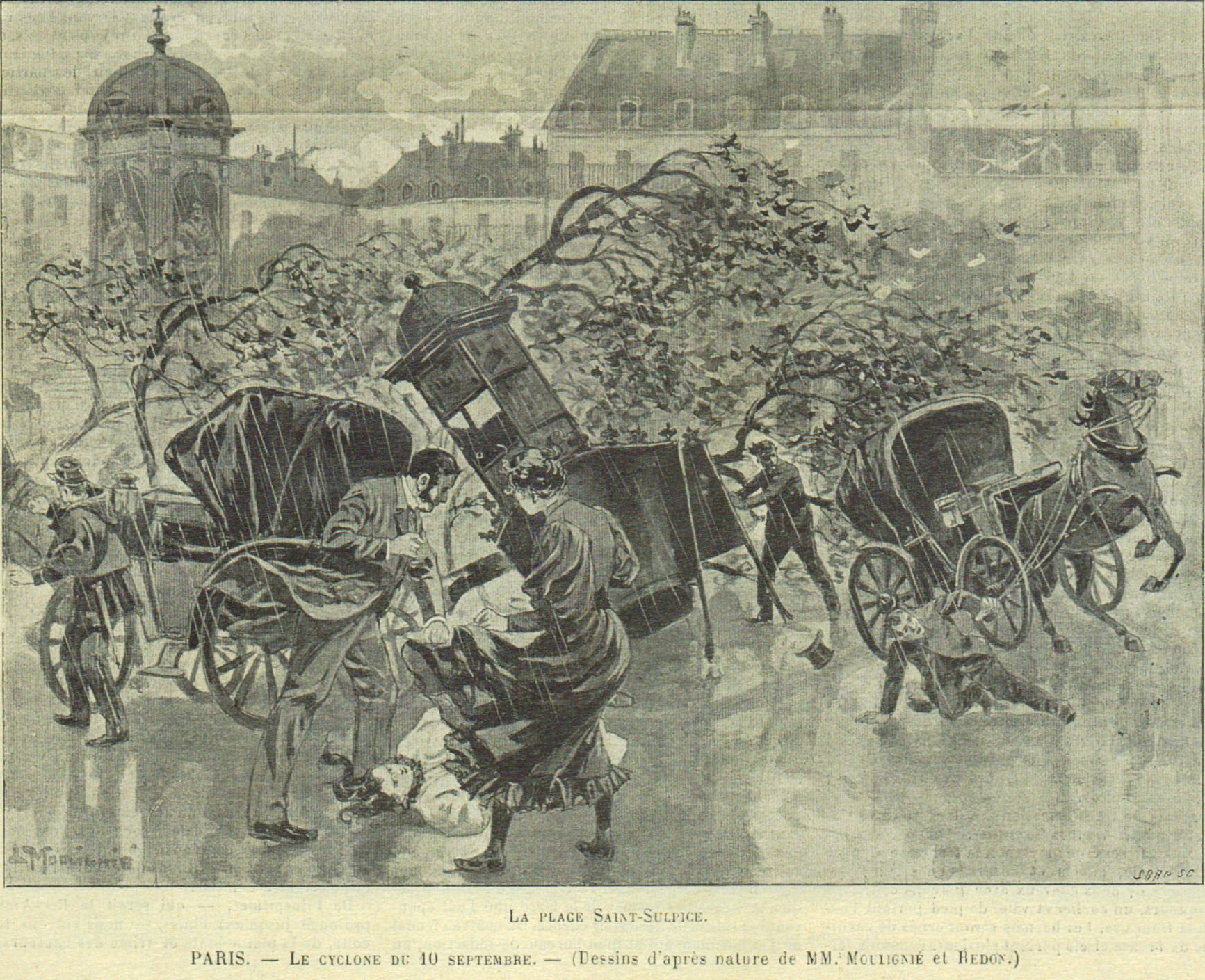
Formation du cyclone, place Saint-Sulpice. Dessin d'après nature de MM. Mouligné et Redon.

La ville est à nouveau touchée par un orage le 10 septembre. Vers 14 h 40, place Saint-Sulpice, se forme ce que la presse de l'époque décrira comme une « trombe » ou un « cyclone ». De catégorie vraisemblablement F2 sur l'échelle de Fujita, elle cause la mort d'au moins cinq personnes et fait une centaine de blessés.
Le phénomène, qui se déplace quasiment en ligne droite en direction du nord, sur une bande de 150 à 300 mètres de large pour 6 km de long à travers les 6e, 1er, 3e et 10e arrondissements, touche notamment : la place Saint-Sulpice, le quai des Grands-Augustins, où les arbres sont déracinés et les boîtes des bouquinistes dispersées ; la Seine, ou plusieurs péniches sombrent ou sont endommagées ; le pont Saint-Michel, l'île de la Cité, le pont au Change ; la place du Châtelet où la toiture du théâtre est en partie arrachée ; la rue Réaumur où les dégâts sont les plus impressionnants, la rue de Turbigo ; la place de la République, le boulevard Saint-Martin, le boulevard de Magenta puis le canal Saint-Martin, où une femme et son enfant sont précipités à l'eau ; l'hôpital Saint-Louis et le boulevard de la Villette, où une fête foraine est ravagée.
La presse rapporte que, selon des témoins, le tourbillon ne monte pas plus haut que la cime des arbres et laisse notamment le sommet de la tour Saint-Jacques intact. Il se déplace de plus à la façon d'une « balle de caoutchouc, par bonds successifs ».
Parmi les victimes, on compte : un jockey anglais, Alfred Eyears, qui se trouvait dans une voiture découverte et fut selon les sources, soit projeté « à dix mètres de hauteur », soit plus sobrement « broyé par la chute d'une cheminée », quai des Orfèvres ; un journalier, M. Vanderhagle, tué par une plaque de plomb arrachée d'un toit ; un enfant de cinq ans, Antoine Rouché, tué par une branche d'arbre ; un porteur aux Halles, atteint d'une maladie de cœur, qui décéda le lendemain en racontant son accident ; la femme d'un marinier, Mme Lefebvre, heurtée par une branche d'arbre sur sa péniche qui sombrait.
Ce phénomène fait l'objet à l'époque de plusieurs communications à l'Académie des Sciences.

## Conséquences
Le travail de nettoyage des rues commence dès le lendemain, il faut remplacer les vitres brisées, ramasser les branches éparpillées dans les rues et enlever les épaves de la Seine. La municipalité débloque une enveloppe de 10 000 francs et prend en charge les obsèques des victimes.

## Tornade d'Asnières-sur-Seine en 1897
Le 18 juin 1897, une autre tornade touche la banlieue parisienne à Courbevoie, La Garenne-Colombes, Asnières et Saint-Ouen. Elle fait une dizaine de morts.